# HMS Bideford (L43)
«Бідефорд» (англ. HMS Bideford (L43)) — військовий корабель, шлюп типу «Шоргам» Королівського військово-морського флоту Великої Британії за часів Другої світової війни.

## Історія створення
Шлюп «Бідефорд» був закладений 10 червня 1930 року на верфі  військово-морської бази у Девонпорті. Спущений на воду 1 квітня 1931 року, вступив у стрій 27 листопада того ж року.

## Історія служби
Після вступу у стрій з січня 1932 року шлюп «Бідефорд» ніс службу у Перській затоці. У серпні-грудні 1938 року пройшов ремонт та переозброєння на Мальті, під час якого 102-мм гармата була замінена універсальною такого ж калібру, а також був встановлений зчетверений 12,7-мм кулемет.
До травня 1939 року «Бідефорд» знову ніс службу у Перській затоці, після чого був переведений на Китайську станцію. У грудні 1939 року був переведений до метрополії, де пройшов ремонт і в лютому 1940 року увійшов до складу 1-ї ескортних кораблів Командування Західних сполучень. Брав участь у супроводі конвоїв до Гібралтару та в операції «Динамо», в ході якої був пошкоджений авіабомбами.
До квітня 1941 року корабель перебував на ремонті, після чого був у складі Командування Західних сполучень.
У 1942 році брав участь в операції «Смолоскип». У січні 1943 року зіткнувся з канадським корветом «Луїсбург» і до квітня перебував у ремонті.
Після повернення у стрій супроводжував конвої в Північній Атлантиці та здійснював протичовнове патрулювання в Біскайській затоці. 25 серпня 1943 року отримав пошкодження внаслідок близького розриву керованої бомби Henschel Hs 293. Після ремонту увійшов до складу 41-ї ескортної групи, супроводжуючи конвої у Фрітаун. У січні 1944 року переведений у Середземне море, де перебував до січня 1945 року. У січні 1945 року повернувся у Девонпорт, супроводжував конвої у Північній Атлантиці. 
8 червня 1945 року корабель виведений зі складу флоту, 14 липня 1947 року проданий на злам.